# Josep Albagés i Ventura
Josep Albagés i Ventura (Vimbodí, 1877 - Barcelona, 1964) fou un mestre i pedagog català.
Va néixer a Vimbodi el 25 de desembre de 1877. Estudià Magisteri a Barcelona. Obtingué el seu primer destí com a mestre a Pla de Cabra (avui Pla de Santa Maria), passant després per Sant Llorenç Savall, Vic i Manresa, on arribà el 1915. Fou nomenat Habilitat dels partits de Manresa i Berga.
La seva escola era modèlica i excel·lí per l'avenç del seu sistema pedagògic (1915-1931). El 1931 es traslladà a la planta baixa de l'ala esquerra de l'Institut.
El mestre Albagés participà activament de la vida cultural manresana. Políticament va ser proper a la Lliga Regionalista. Membre de la Comissió de Cultura de l'Ajuntament; professor de Llengua Catalana; delegat de l'Associació Protectora de l'Ensenyança Catalana; promotor de la famosa "Escola d'Estiu"; president dels Amics de la Cultura Popular, associació de Mestres Nacionals del partit de Manresa; president del Centre Excursionista de la Comarca de Bages (1931-1934); col·laborador de l'Orfeó Manresà.
Esperantista des de 1908, va ser fundador i president de l'entitat esperantista Bela Espero i introductor a Manresa de l'esperanto, on va ser-hi a més professor de la llengua auxiliar internacional i va organitzar un congrés de la Kataluna Esperantista Federacio. També va fundar entitats esperantistes a Vic i va guanyar diversos premis als Jocs Florals Internacionals.
El 1934 marxà de Manresa per anar a dirigir el Grup Escolar "Pi i Margall" de Barcelona, sol·licitat pel Patronat Escolar de Barcelona.
Fou represaliat després de la Guerra Civil. Un cop rehabilitat, fou director d'un grup escolar a Barcelona fins a l'any 1948 que es jubilà.